# Château de Libohovë
Le château de Libohovë (en albanais : Kalaja e Libohovës) est un château situé à Libohovë, dans le comté de Gjirokastër, dans le sud de l'Albanie.

## Histoire
Il est possible que le château de Libohovë ait été construit sur les ruines d'un autre château ou d'une autre structure. Il a été construit entre 1741 et 1822 par Ali Pacha de Ioannina pour sa sœur Shanish comme cadeau de mariage. Elle a vécu dans le château jusqu'à sa mort et sa tombe se trouve près de la ville de Libohova.
Aujourd'hui, la zone intérieure du château/résidence féodale est vide mais les murs sont toujours debout.

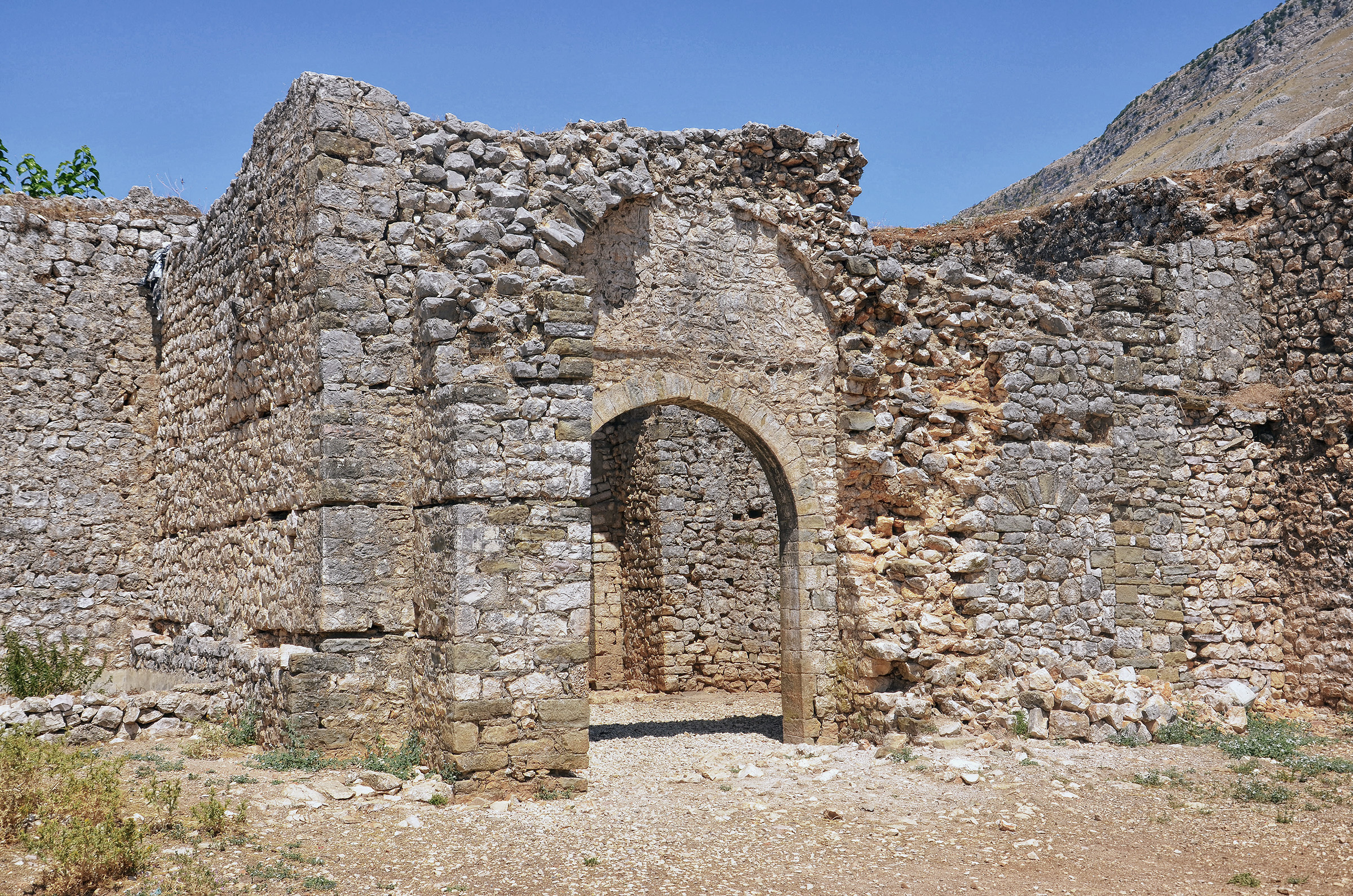
À l'intérieur du château.

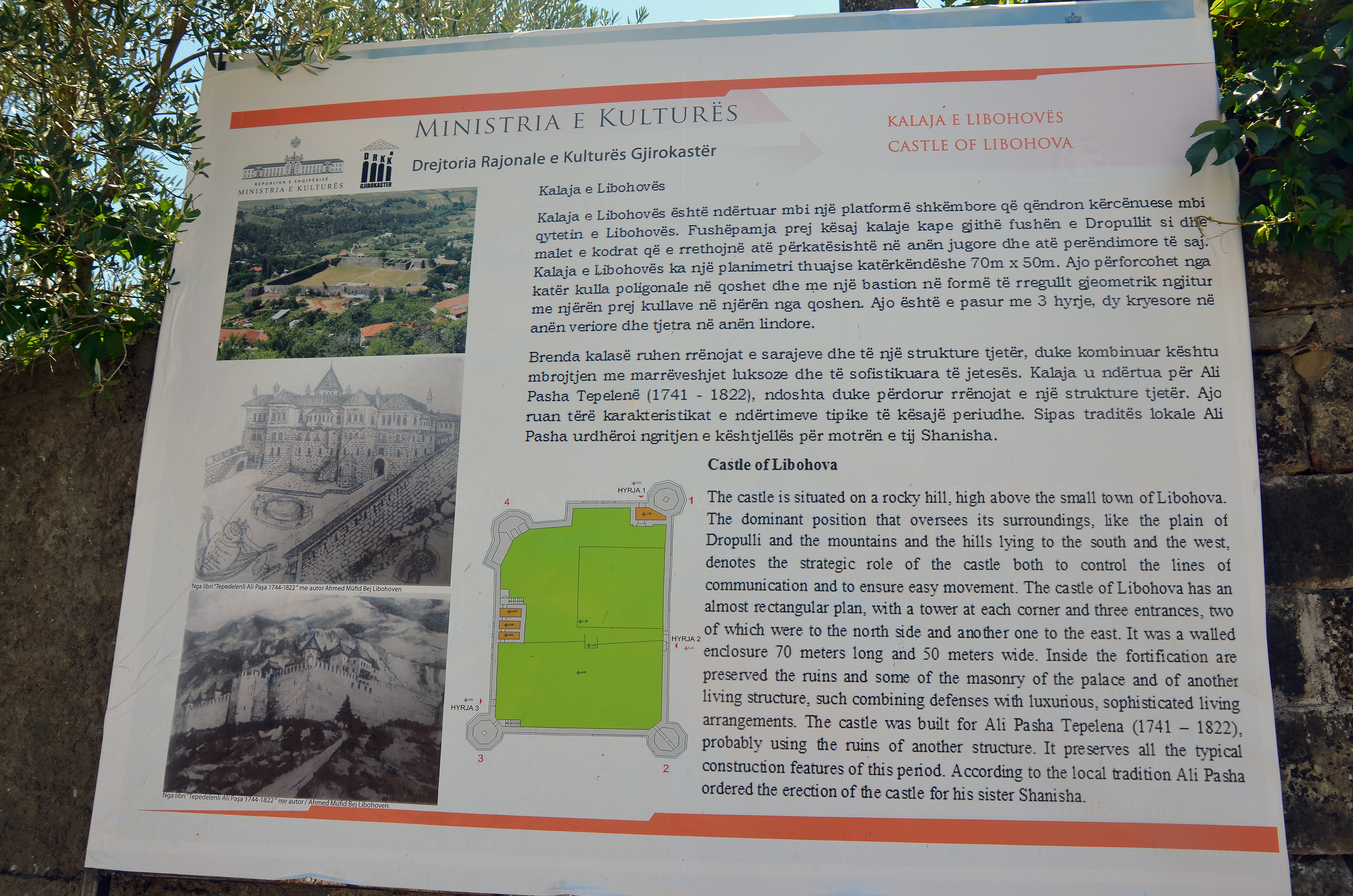
Dessins anciens montrant à quoi ressemblait la résidence lorsque Shanisha, la sœur d'Ali Pacha Tepelena, y vivait.

## Voir également
- Libohove
- Liste des châteaux d'Albanie